# Zachar Grigor'evič Černyšëv
Conte Zachar Grigor'evič Černyšëv (in russo Захар Григорьевич Чернышёв?) (18 marzo 1722 – 29 agosto 1784) è stato un ufficiale russo.

## Biografia
Era il figlio del conte Grigorij Petrovič Černyšëv (1672-1745), e di sua moglie, Avdot'ja Ivanovna Rževskaja (1693-1747).

## Carriera
Nel 1735 intraprese la carriera militare e sei anni dopo venne promosso a capitano della guardia. All'età di vent'anni, venne assegnato come assistente di Ljudovik Lančinskij, che rappresentò gli interessi di San Pietroburgo alla corte di Vienna. Durante il suo soggiorno all'estero ne approfittò per allargare i suoi orizzonti e imparare le lingue straniere.
Dal 1749 comandò un reggimento di fanteria di San Pietroburgo, l'anno successivo divenne un maggior generale e, otto anni dopo, luogotenente generale.
Durante la Guerra dei sette anni, si distinse nella famosa battaglia di Zorndorf, dove comandò i granatieri. Dopo la battaglia Zachar, Saltykov e altri ufficiali vennero catturati e presentati a Federico il Grande.
In quello stesso autunno, dopo lo scambio di prigionieri, egli ritornò nei ranghi dell'esercito russo e nel 1760 hanno preso possesso di Berlino. Nel mese di luglio 1762 è stato promosso a generale in capo. 
Nel giorno dell'incoronazione dell'imperatrice Caterina II, Zachar ricoprì la carica di maestro di cerimonie. Nello stesso anno è stato nominato vice presidente del collegio militare. Come presidente del collegio militare (1763-1774) contribuì ad una amministrazione migliore e la gestione dell'esercito russo nelle guerre contro la Turchia e la Polonia.
Nel 1772 si scontrò con Grigorij Aleksandrovič Potëmkin. Il 22 settembre 1773 è stato insignito del titolo di Maresciallo.
Massone, nel 1774 fu membro della loggia di San Pietroburgo Le nove Muse.
Dopo la prima spartizione della Polonia nel 1772, è stato nominato Governatore Generale. Nel 1780 accolse l'imperatore Giuseppe II a Mogilëv. Nel febbraio 1782 fu nominato governatore di Mosca.
Durante la sua carica come governatore fece ricostruire Kitajgorodskaja e venne ultimato la costruzione del Cremlino.

## Matrimonio
Nel 1766 sposò la contessa Anna von Wedel (1744-1830). Il matrimonio fu felice, ma senza figli.

## Morte
Morì il 29 agosto 1784 e fu sepolto nella chiesa di Nostra Signora di Kazan'.